# Fudbalski klub Crvena zvezda 1989-1990
Questa voce raccoglie le informazioni riguardanti il Fudbalski klub Crvena zvezda nelle competizioni ufficiali della stagione 1989-1990.

## Maglie e sponsor
Il fornitore tecnico della Stella Rossa per la stagione 1989-1990 è Puma, mentre lo sponsor ufficiale è Casucci.
| Manica sinistra · Manica sinistra · Maglietta · Maglietta · Manica destra · Manica destra · Pantaloncini · Calzettoni | Manica sinistra · Manica sinistra · Maglietta · Maglietta · Manica destra · Manica destra · Pantaloncini · Calzettoni |

## Rosa
| N. |                       | Ruolo | Calciatore           |
| -- | --------------------- | ----- | -------------------- |
|    | Jugoslavia (bandiera) | P     | Stevan Stojanović    |
|    | Jugoslavia (bandiera) | P     | Zvonko Milojević     |
|    | Romania (bandiera)    | D     | Miodrag Belodedici   |
|    | Jugoslavia (bandiera) | D     | Ilija Najdoski       |
|    | Jugoslavia (bandiera) | D     | Duško Radinović      |
|    | Jugoslavia (bandiera) | D     | Slobodan Marović     |
|    | Jugoslavia (bandiera) | D     | Refik Šabanadžović   |
|    | Jugoslavia (bandiera) | D     | Slavoljub Janković   |
|    | Jugoslavia (bandiera) | D     | Zoran Vujović        |
|    | Jugoslavia (bandiera) | D     | Goran Jurić          |
|    | Jugoslavia (bandiera) | C     | Dragan Kanatlarovski |
|    | Jugoslavia (bandiera) | C     | Vlada Stošić         |

| N. |                       | Ruolo | Calciatore         |
| -- | --------------------- | ----- | ------------------ |
|    | Jugoslavia (bandiera) | C     | Zoran Dimitrijević |
|    | Jugoslavia (bandiera) | C     | Vladimir Jugović   |
|    | Jugoslavia (bandiera) | C     | Mitar Mrkela       |
|    | Jugoslavia (bandiera) | C     | Dejan Savićević    |
|    | Jugoslavia (bandiera) | C     | Robert Prosinečki  |
|    | Jugoslavia (bandiera) | C     | Ivan Adžić         |
|    | Jugoslavia (bandiera) | C     | Zoran Pavlović     |
|    | Jugoslavia (bandiera) | A     | Darko Pančev       |
|    | Jugoslavia (bandiera) | A     | Dragan Stojković   |
|    | Jugoslavia (bandiera) | A     | Miloš Drizić       |
|    | Jugoslavia (bandiera) | A     | Vladan Lukić       |

## Statistiche

### Statistiche dei giocatori
| Giocatore     | Campionato | Campionato | Campionato | Campionato |
| Giocatore     | Pres       | Gol        | Am         | Esp        |
| ------------- | ---------- | ---------- | ---------- | ---------- |
| Adžić         | 1          | -          | -          | -          |
| Belodedici    | 14         | 1          | -          | -          |
| Dimitrijević  | 1          | -          | -          | -          |
| Drizić        | 11         | 1          | -          | -          |
| Janković      | 2          | -          | -          | -          |
| Jugović       | 1          | -          | -          | -          |
| Jurić         | 21         | -          | -          | -          |
| Kanatlarovski | 29         | 1          | -          | -          |
| Lukić         | 25         | 10         | -          | -          |
| Marović       | 27         | 2          | -          | -          |
| Milojević     | 27         | 2          | -          | -          |
| Mrkela        | 22         | 2          | -          | -          |
| Najdoski      | 29         | 1          | -          | -          |
| Pančev        | 32         | 25         | -          | -          |
| Pavlović      | 2          | -          | -          | -          |
| Prosinečki    | 31         | 5          | -          | -          |
| Radinović     | 29         | 2          | -          | -          |
| Šabanadžović  | 10         | -          | -          | -          |
| Savićević     | 25         | 10         | -          | -          |
| Stojanović    | 29         | -          | -          | -          |
| Stojković     | 31         | 10         | -          | -          |
| Stošić        | 24         | 4          | -          | -          |
| Vujović       | 29         | -          | -          | -          |